# Diskuskastning för damer i friidrott vid olympiska sommarspelen 1996
Diskuskastning för damer vid olympiska sommarspelen 1996 i Atlanta avgjordes den 29 juli. 

## Medaljörer
| Gren           | Guld                    | Guld    | Silver                    | Silver  | Brons                        | Brons   |
| Diskuskastning | Ilke Wyludda · Tyskland | 69,66 m | Natalja Sadova · Ryssland | 66,48 m | Ellina Zvereva · Vitryssland | 65,64 m |

## Resultat

### Final
| Placering | Final                      | Längd   |
| --------- | -------------------------- | ------- |
|           | Ilke Wyludda (GER)         | 69.66 m |
|           | Natalja Sadova (RUS)       | 66.48 m |
|           | Ellina Zvereva (BLR)       | 65.64 m |
| 4.        | Franka Dietzsch (GER)      | 65.48 m |
| 5.        | Xiao Yanling (CHN)         | 64.72 m |
| 6.        | Olga Tjernjavskaja (RUS)   | 64.70 m |
| 7.        | Nicoleta Grasu (ROU)       | 63.28 m |
| 8.        | Lisa-Marie Vizaniari (AUS) | 62.48 m |
| 9.        | Mette Bergmann (NOR)       | 62.28 m |
| 10.       | Teresa Machado (POR)       | 61.38 m |
| 11.       | Anja Gündler (GER)         | 61.16 m |
| 12.       | Iryna Jattjanka (BLR)      | 60.46 m |

### Icke-kvalificerade
| Placering | Icke-kvalificerade            | Längd   |
| --------- | ----------------------------- | ------- |
| 13.       | Barbara Hechevarria (CUB)     | 61.98 m |
| 14.       | Daniela Costian (AUS)         | 61.66 m |
| 15.       | Alice Matejková (CZE)         | 60.72 m |
| 16.       | Maritza Martén (CUB)          | 60.08 m |
| 17.       | Atanaska Angelova (BUL)       | 59.82 m |
| 18.       | Anastasia Kelesidou (GRE)     | 59.60 m |
| 19.       | Zdeňka Šilhavá (CZE)          | 59.24 m |
| 20.       | Jacqui McKernan (GBR)         | 58.88 m |
| 21.       | Jacqueline Goormachtigh (NED) | 58.74 m |
| 22.       | Ekaterini Voggoli (GRE)       | 58.70 m |
| 23.       | Beatrice Faumuina (NZL)       | 58.40 m |
| 24.       | Valentina Ivanova (RUS)       | 58.38 m |
| 25.       | Renata Katewicz (POL)         | 58.24 m |
| 26.       | Eha Rünne (EST)               | 58.24 m |
| 27.       | Cristina Boit (ROU)           | 58.10 m |
| 28.       | Monia Kari (TUN)              | 58.02 m |
| 29.       | Olena Antonova (UKR)          | 57.92 m |
| 30.       | Lacy Barnes-Mileham (USA)     | 57.48 m |
| 31.       | Styliani Tsikouna (GRE)       | 56.66 m |
| 32.       | Agnese Maffeis (ITA)          | 56.54 m |
| 33.       | Suzy Powell (USA)             | 56.24 m |
| 34.       | Aretha Hill (USA)             | 56.04 m |
| 35.       | Liliana Martinelli (ARG)      | 55.68 m |
| 36.       | Corrie de Bruin (NED)         | 55.48 m |
| 37.       | Isabelle Devaluez (FRA)       | 55.08 m |
| 38.       | Ljudmila Filimonova (BLR)     | 53.30 m |
| 38.       | Oumou Traoré (MLI)            | 39.70 m |